# L'espasa del samurai
L'espasa del samurai (títol original: When the Last Sword Is Drawn (壬生義士伝, Mibu Gishi Den)) és una pel·lícula japonesa de 2002 dirigida per Iōjirō Takita basada en fets històrics reals. When the Last Sword Is Drawn va guanyar el premi a la millor pel·lícula en els Premis de l'Acadèmia Japonesa de 2004, a més dels premis a millor actor (Kiichi Nakai) i millor actor secundari (Kōichi Satō). Va rebre altres vuit nominacions.Ha estat doblada al català.

## Argument
La pel·lícula explica la història de dos Samurais Shinsengumi. Un d'ells és Saitō Hajime (interpretat per Kōichi Satō), un cruel assassí, i l'altre és Yoshimura Kanichiro (interpretat per Kiichi Nakai), que sembla un espadatxí avariciós i sentimental d'una zona coneguda com a Morioka. La història principal està ambientada en la caiguda del shogunat Tokugawa, però està explicada a través de flashbacks dels dos personatges. Entre els temes que es tracten en la pel·lícula es troba el conflicte de lleialtat entre el clan, el senyor i la família.
Més que una pel·lícula de baralles d'espases, és la història d'un home disposat a fer qualsevol cosa pel bé de la seva família, encara que això signifiqui no tornar a veure'ls.

## Repartiment
- Kiichi Nakai: Yoshimura Kanichiro
- Kōichi Satō: Saitō Hajime
- Yui Natsukawa: Shizu/Mitsu
- Takehiro Murata: Ono Chiaki
- Miki Nakatani: Nui
- Yuji Miyake: Ohno Jiroemon
- Eugene Nomura: Hijikata Toshizo
- Masato Sakai: Okita Soji
- Atsushi Itō: Young Chiaki Ono